# دم‌جنبانک ابروسفید
دم‌جنبانک ابروسفید (نام علمی: Motacilla maderaspatensis) نام یک گونه از سرده دم‌جنبانک است.